# Ludwig Opel
Ludwig Opel (Rüsselsheim, 1 de janeiro de 1880̪[1]— 16 de abril de 1916[2]) foi um jurista e coproprietário da Opel.
Era descendente de uma família de agricultores originária da Landgraviate de Hessen-Rheinfels e quinto filho de Adam Opel e Sophie Opel. O pai de Ludwig Opel, Adam Opel, fundou a empresa familiar em Rüsselsheim em 1862 como fabricante de máquinas de costura; mais tarde, ele expandiu o grupo para um fabricante de bicicletas. Após a morte de seu pai em 1895, seus cinco filhos assumiram a empresa. Em 1898, a família Opel, sob a liderança de Wilhelm e seu irmão Fritz, trouxe a empresa para a indústria automotiva. Eles compraram a empresa da pioneira e designer automotiva de DessauFriedrich Lutzmann, o nomeou-se diretor e construiu o automóvel patenteado Opel System Lutzmann.
Ludwig Opel era um ciclista entusiasta, em 1898 terminou em segundo no campeonato mundial na corrida de amadores e assim contribuiu para a reputação internacional das bicicletas Opel da época.
Depois de se formar no ensino médio, Ludwig Opel estudou direito na Universidade Hessian Ludwig de Gießen e na Universidade Albert Ludwig de Freiburg.[3] Após o exame de avaliador e o doutorado. Inicialmente, ele gerenciou a filial de Berlim da fábrica da Opel antes de ingressar na gestão da fábrica da Opel em Rüsselsheim como co-proprietário.
Ludwig Opel morreu com a idade de 36 na Primeira Guerra Mundial como o primeiro tenente da reserva do Grão-Ducado de Hesse Leib-Dragoon Regiment No. 24 na Frente Oriental.